# فیلیپ آر دیویس
فیلیپ آر دیویس (انگلیسی: Philip R. Davies; ۱ ژانویهٔ ۱۹۴۵ – ۱ ژانویهٔ ۲۰۱۸) باستان‌شناس اهل بریتانیا بود. یک محقق انگلیسی کتاب مقدس بود. او بازنشستگی افتخاری مطالعات کتاب مقدس در دانشگاه شفیلد انگلستان بود.